# Хајнрих Милер (фудбалер, 1888)
Хајнрих Милер (Винтертур, 1888 — Монтре, 11. мај 1957) био је швајцарски фудбалер и тренер. Већину времена је играо за Винтертур и био је једини члан који је био део тима у све три шампионске титуле клуба у годинама 1906, 1908. и 1917. Одиграо је 10 утакмица за репрезентацију Швајцарске. Био је селектор репрезентације Швајцарске на Светском првенству у фудбалу 1934.